# Beethoven (serie di film)
Beethoven è una saga di otto film commedia e di una serie animata per la famiglia. Racconta le vicende di un Cane di San Bernardo, chiamato appunto Beethoven.

## Film

### Beethoven
Beethoven (1992), diretto da Brian Levant. Distribuito in Italia dalla United International Pictures, il film ha avuto un buon successo, tanto da ispirare la realizzazione di un sequel. Il protagonista Chris, è un cane di due anni addestrato da Karl Miller, uno dei più noti istruttori di animali americani.

### Beethoven 2
Beethoven 2 (Beethoven's 2nd) (1993), diretto da Rod Daniel. Prodotto nuovamente dalla UIP, nel film viene utilizzato lo stesso cast del primo episodio. Nel 1994 ha ricevuto 1 nomination all'Academy Awards come "miglior canzone originale".

### Beethoven 3
Beethoven 3 (Beethoven's 3rd) (2000), diretto da David M. Evans. Prodotto ancora dalla UIP, il film non è mai stato proiettato nelle sale, ma è stato direttamente immesso nel mercato dei film a noleggio e in vendita.

### Beethoven 4
Beethoven 4 (Beethoven's 4th) (2001), diretto da David M. Evans. Il film è stato diretto dal regista del precedente episodio ed è stato pubblicato il 4 dicembre 2001.

### Beethoven 5
Beethoven 5 (Beethoven's 5th) (2003), diretto da Mark Griffiths. La casa di produzione è la United International Pictures.

### Beethoven - A caccia di Oss... car!
Beethoven - A caccia di Oss... car! (Beethoven's Big Break o Beethoven - La grande occasione) (2008), diretto da Mike Elliott. Il regista, in collaborazione con la United International Pictures, cerca di dare uno slancio al film eseguendo un reboot, cioè rappresentando la storia di Beethoven prima del primo capitolo.

### Beethoven - L'avventura di Natale
Beethoven - L'avventura di Natale (Beethoven's Christmas Adventure) (2011), diretto da John Putch. Quando Babbo Natale comunica i nuovi incarichi agli elfi, Henry scopre di non essere stato assegnato al negozio di giocattoli e ne rimane molto deluso. Non sentendosi apprezzato, Henry vola via dal Polo Nord con la slitta di Babbo Natale e una borsa magica piena di giocattoli ma finirà per schiantarsi contro un albero, ritrovandosi solo in un quartiere di periferia in America. La borsa magica finisce nelle mani del proprietario senza scrupoli di un negozio di giocattoli, e sembra proprio che il Natale non arriverà questa volta. Almeno finché l'adorabile Beethoven e il suo compagno Mason non aiuteranno Henry a salvare il Natale.

### Beethoven - Alla ricerca del tesoro
Beethoven - Alla ricerca del tesoro (Beethoven's Treasure Tail) (2014), diretto da Ron Oliver. In viaggio per l'America con il suo fedele addestratore Eddie, Beethoven fa amicizia con un simpatico bambino che lo trascinerà una rocambolesca avventura alla ricerca di un tesoro nascosto.

## Serie animata
Beethoven (Beethoven: The Animated Series) (1994-1995) è una serie televisiva a cartoni animati basata sui film, prodotta da Universal Studios e NBC Universal Television. In questa serie animata, a differenza dei lungometraggi cinematografici live-action, Beethoven e gli altri animali possono parlare.